# Ford Vedette
Ford Vedette foi o primeiro grande lançamento de carro do período pós-Segunda Guerra Mundial, produzido pela filial francesa da Ford. Seu primeiro lançamento foi no Paris Motor Show, em outubro de 1948. "Vedette", na grafia francesa significa sentinela de cavalaria, mas também está associado à figura de belas mulheres popularmente conhecidas como dançarinas e coristas nas casas de espetáculos, shows e cabarés daquela época. Vedette virou sinônimo popular de sensualidade, ousadia e diversão, o que também foi apropriado pelos modelos de carros lançados pela Ford, mostrando curvas e design que remetiam ao corpo feminino.

## Histórico da marca
Em 1916 foi lançada a Ford Automobiles France, uma filial da empresa Ford que vendia os modelos de fabricação inglesa. Em 1927, o responsável pela filial, Maurice Dollfus, decidiu montar os veículos localmente, buscando diminuir os custos com importação e alfândega. Em 1929, a Ford francesa fez um acordo com o fabricante Mathis para montagem dos carros na linha Asnières. Dessa aliança surgiu a empresa Matford Corporation. 
Em 1947 a Matford deixou de existir e a Ford S.A.F. passou a responder pelos próprios carros. Em 1954 a filial francesa foi vendida para empresa Simca e o modelo Vedette passou a pertencer ao catálogo da nova marca. 

## Descrições
O modelo Ford Vedette apresentava carroceria fastback de quatro portas e lembravam os antecessores ianques em um formato mais compacto. Era movido por um motor V8 de 2,15 litros e seu desenvolvimento era de 60 cv. Usava molas helicoidais, caixa manual de três velocidades, chassi reforçado, freio com tambores, tração traseira e suspensão dianteira independente, que foi a primeira do mundo com o conceito McPherson. Entretanto, tinha um consumo de combustível relativamente alto e seu desempenho era apenas de 133 km/hora. Com o passar dos anos, o modelo recebeu importantes aprimoramentos, como o reforço do chassi, o aumento para 66 cv e a diminuição do consumo, o que foi uma importante mudança para aquele período em que os recursos eram escassos. O modelo Vedette Sunliner de 1954 trazia um amplo teto solar em lona, motor de 3,9 litros e 100 cv.

## Publicidade do Ford Vedette

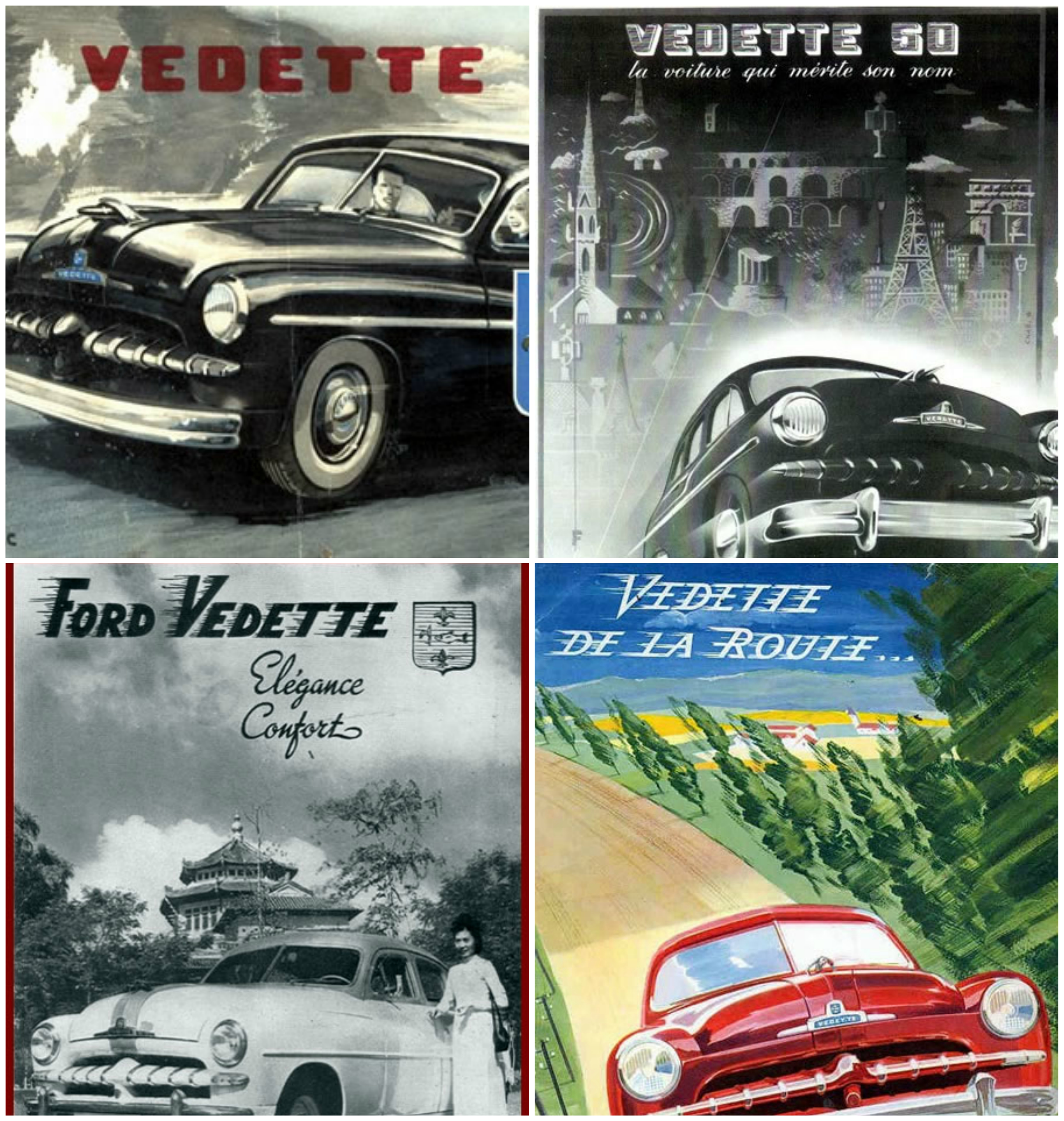
Anúncios da época.

Por ter um alto custo de investimento, cerca de 700.000 francos, o carro era considerado um modelo de luxo para o cenário dos países que enfrentavam um período pós-guerra. Era também reconhecido em aspectos de conforto e logo se tornou uma produção em larga escala. O Vedette recebeu grandes investimentos publicitários para sua divulgação, não apenas na França como também em outros países. 

## Produção e fins
A produção do Ford Vedette se desenvolveu de 1948 até meados de 1954, atingindo um total aproximado de 105727 veículos nesse período, incluindo o modelo "Abeille".
Em meados de 1952 já era possível perceber que a lucratividade da empresa estava em baixa, buscando melhorias para as inovações do Vedette nos anos seguintes. Em 1954, enquanto o novo modelo Vedette Versailles começava a ser desenhado, a filial francesa da Ford é vendida para Henri Theodore Pigozzi, fundador da Simca.
A Simca era uma dos principais fabricantes automobilísticos na França, assumindo prontamente o novo modelo lançado que viria chamar-se Simca Ford Vedette. Esse modelo é modernizado em 1958, quando passa a chamar-se Chambord.
O Chambord teve diferentes versões na França e, no Brasil, foi produzido entre 1959 e 1967.